# Zlatý míč 2002
Zlatý míč, cenu pro nejlepšího fotbalistu dle mezinárodního panelu sportovních novinářů, v roce 2002 získal brazilský fotbalista Ronaldo, který v průběhu roku přestoupil z Interu Milán do Realu Madrid. Šlo o 47. ročník ankety, organizoval ho časopis France Football a výsledky určili sportovní publicisté z 52 zemí Evropy.
Nejvíce hlasujících, 23, dalo na první místo Roberta Carlose, Ronalda 16.

## Pořadí
| Pořadí | Jméno                | Země        | Klub                            | Body |
| ------ | -------------------- | ----------- | ------------------------------- | ---- |
| 1      | Ronaldo              | Brazílie    | Inter Milán Real Madrid         | 169  |
| 2      | Roberto Carlos       | Brazílie    | Real Madrid                     | 145  |
| 3      | Oliver Kahn          | Německo     | Bayern Mnichov                  | 110  |
| 4      | Zinédine Zidane      | Francie     | Real Madrid                     | 78   |
| 5      | Michael Ballack      | Německo     | Bayer Leverkusen Bayern Mnichov | 71   |
| 6      | Thierry Henry        | Francie     | Arsenal                         | 54   |
| 7      | Raúl González        | Španělsko   | Real Madrid                     | 38   |
| 8      | Rivaldo              | Brazílie    | Barcelona AC Milán              | 31   |
| 9      | Yıldıray Baştürk     | Turecko     | Bayer Leverkusen                | 13   |
| 10     | Alessandro Del Piero | Itálie      | Juventus                        | 12   |
| 11     | Hasan Şaş            | Turecko     | Galatasaray                     | 10   |
| 12     | Ronaldinho           | Brazílie    | Paris Saint-Germain             | 8    |
| 13     | Michael Owen         | Anglie      | Liverpool                       | 5    |
| 13     | Ruud van Nistelrooy  | Nizozemsko  | Manchester United               | 5    |
| 15     | Bernd Schneider      | Německo     | Bayer Leverkusen                | 4    |
| 15     | Juan Carlos Valerón  | Španělsko   | Deportivo La Coruña             | 4    |
| 15     | Cafu                 | Brazílie    | AS Řím                          | 4    |
| 15     | Patrick Vieira       | Francie     | Arsenal                         | 4    |
| 19     | Lúcio                | Brazílie    | Bayer Leverkusen                | 3    |
| 19     | Luís Figo            | Portugalsko | Real Madrid                     | 3    |
| 21     | Papa Bouba Diop      | Senegal     | Lens                            | 2    |
| 21     | El Hadji Diouf       | Senegal     | Lens Liverpool                  | 2    |
| 21     | Rio Ferdinand        | Anglie      | Leeds United Manchester United  | 2    |
| 24     | Rubén Baraja         | Španělsko   | Valencie                        | 1    |
| 24     | Filippo Inzaghi      | Itálie      | AC Milán                        | 1    |
| 24     | Roy Makaay           | Nizozemsko  | Deportivo La Coruña             | 1    |

Tito hráči byli rovněž nominováni, ale nedostali žádný hlas: Pablo Aimar, Sonny Anderson, David Beckham, Iker Casillas, Djibril Cissé, Edmílson, Ryan Giggs, Džun’iči Inamoto, Miroslav Klose, Patrick Kluivert, Luis Enrique, Claude Makélélé, Paolo Maldini, Pauleta, Tomáš Rosický, Javier Saviola, Seol Ki-hyeon, Jon Dahl Tomasson, Francesco Totti, David Trézéguet, Pierre van Hooijdonk, Christian Vieri, Marc Wilmots a Sylvain Wiltord.